# Erik Wahlstedt
Ulf Erik Wahlstedt (Göteborg, 1976. április 16. –) svéd válogatott labdarúgó.
A svéd válogatott tagjaként részt vett  a 2004-es Európa-bajnokságon.

## Sikerei, díjai
Helsingborg
- Svéd kupagyőztes (2): 2006, 2010
- Svéd szuperkupagyőztes (1): 2011